# Eumenes II van Pergamon
Eumenes II (overleden in 159 v.Chr.), uit het huis der Attaliden, was koning van Pergamon van 197 v.Chr. tot aan zijn dood.
Hij was de oudste zoon en opvolger van Attalus I en zette na de dood van zijn vader uit zelfbehoud diens beleid van collaboratie met de Romeinen verder. Zo was hij in grote mate verantwoordelijk voor de aanvaring tussen de Romeinen en Antiochus III de Grote (196 tot 192 v.Chr.), zoals zijn vader ook al had gedaan met Philippus V van Macedonië. Hij stichtte in 190 v.Chr. Hieropolis. In de zogenaamde Syrische oorlog tegen Antiochus steunde hij de Romeinen met zijn vloot, en hij onderscheidde zich in de Slag bij Magnesia (189). Dit optreden werd, door de Vrede van Apamea, beloond met aanzienlijke gebiedsuitbreiding voor Pergamon, dat er de Thracische Chersonesus en een groot deel van Klein-Azië bij kreeg. Hij genoot sindsdien ook het volle vertrouwen van de Romeinse Senaat, en zijn oorlogen met Prusias I van Bithynië (186 tot 183 v.Chr.) en met Pharnaces van Pontus (183 tot 179 v.Chr.) werden door de Romeinen in zijn voordeel beëindigd. Op die manier werd Pergamon onder Eumenes' regering een regionale grootmacht, ook al bleek het uiteindelijk niet meer dan een pion in het politieke schaakbord waarin Rome het spel leidde.
Eumenes II was de verdediger van de status quo in het Oosten, en dat maakte hem onpopulair bij allen die zich benadeeld voelden. Er vormden zich in de Griekse wereld twee partijen: een rond hem, en een rond Perseus van Macedonië. Hij wist de Romeinen opnieuw te bewegen tot een militair optreden tegen Macedonië: daarvoor was hij in 172 persoonlijk naar Rome gereisd, om de Senaat voor Perseus te waarschuwen. Op de terugreis werd hij in buurt van Delphi overvallen - naar verluidt door sluipmoordenaars van Perseus - en ernstig gewond. Wanneer de oorlog (de zogenaamde Derde Macedonische Oorlog) langer aansleepte dan verwacht, beweerden boze tongen dat hij stiekem ook met Perseus ging onderhandelen. Het lijkt echter weinig waarschijnlijk dat hij bereid zou zijn geweest de principes van een dertigjarig beleid zomaar ineens om te gooien. Hoe dan ook, hij raakte er alleszins het vertrouwen van de Romeinen mee kwijt. De Senaat toonde voortaan een duidelijke sympathie voor Eumenes' broer Attalus.
Eumenes toonde zich een waardige opvolger van zijn vader. Ondanks zijn lichamelijke zwakheid, bezat hij een grote intelligentie en een scherp politiek inzicht. Zijn successen bezorgden hem echter veel vijanden, bij wie hij doorging als een verrader van de Griekse vrijheid. Naast zijn politieke successen maakte hij zijn hoofdstad Pergamon tot een monumentale stad, en schonk haar een vermaarde bibliotheek die mocht concurreren met die van Alexandrië. Ook aan de verfraaiing van andere steden droeg hij bij: aan de voet van de Akropolis van Athene bijvoorbeeld liet hij de naar hem genoemde Stoa van Eumenes aanleggen (als foyer voor de bezoekers van het Dionysus-theater), en te Delphi liet hij op zijn kosten het theater herstellen.